# IC 621
IC 621 ist eine Balken-Spiralgalaxie vom Hubble-Typ SABb? im Sternbild Sextant südlich des Himmelsäquators. Sie ist schätzungsweise 388 Millionen Lichtjahre von der Milchstraße entfernt und hat einen Durchmesser von etwa 45.000 Lichtjahren.
Das Objekt wurde am 7. April 1893 vom französischen Astronomen Stéphane Javelle entdeckt.